# Vernatsch

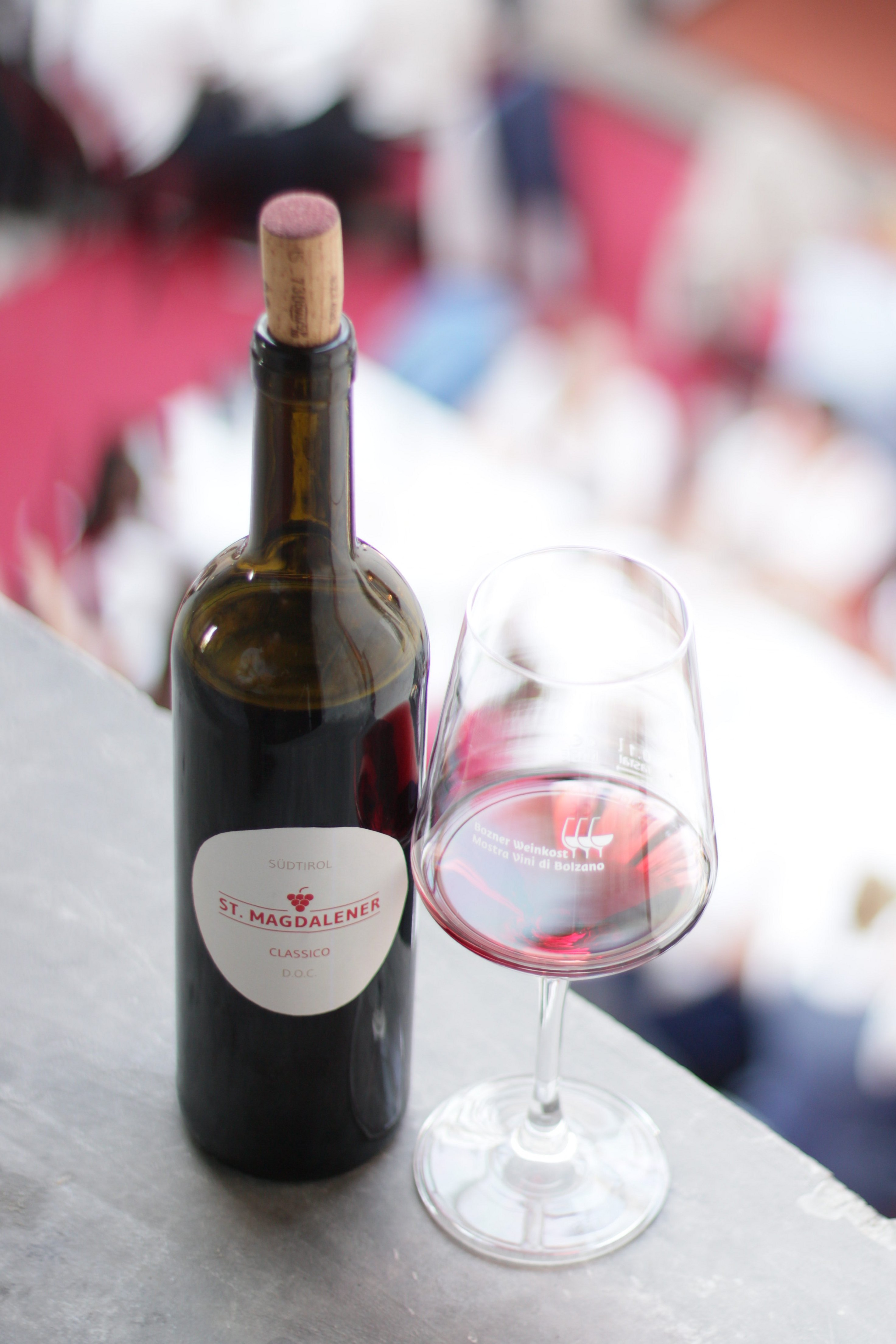
St. Magdalener Classico Flasche mit Glas

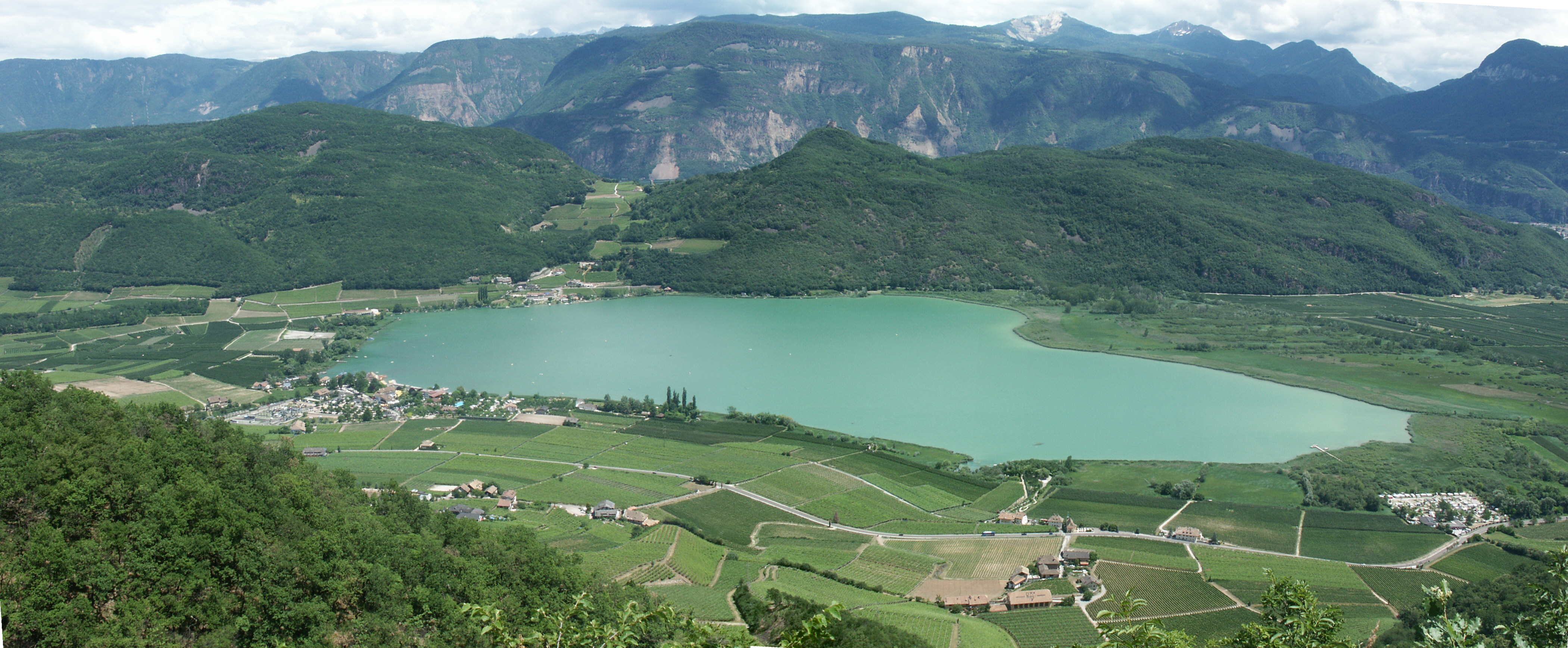
Der Kalterersee mit umliegenden Weingütern

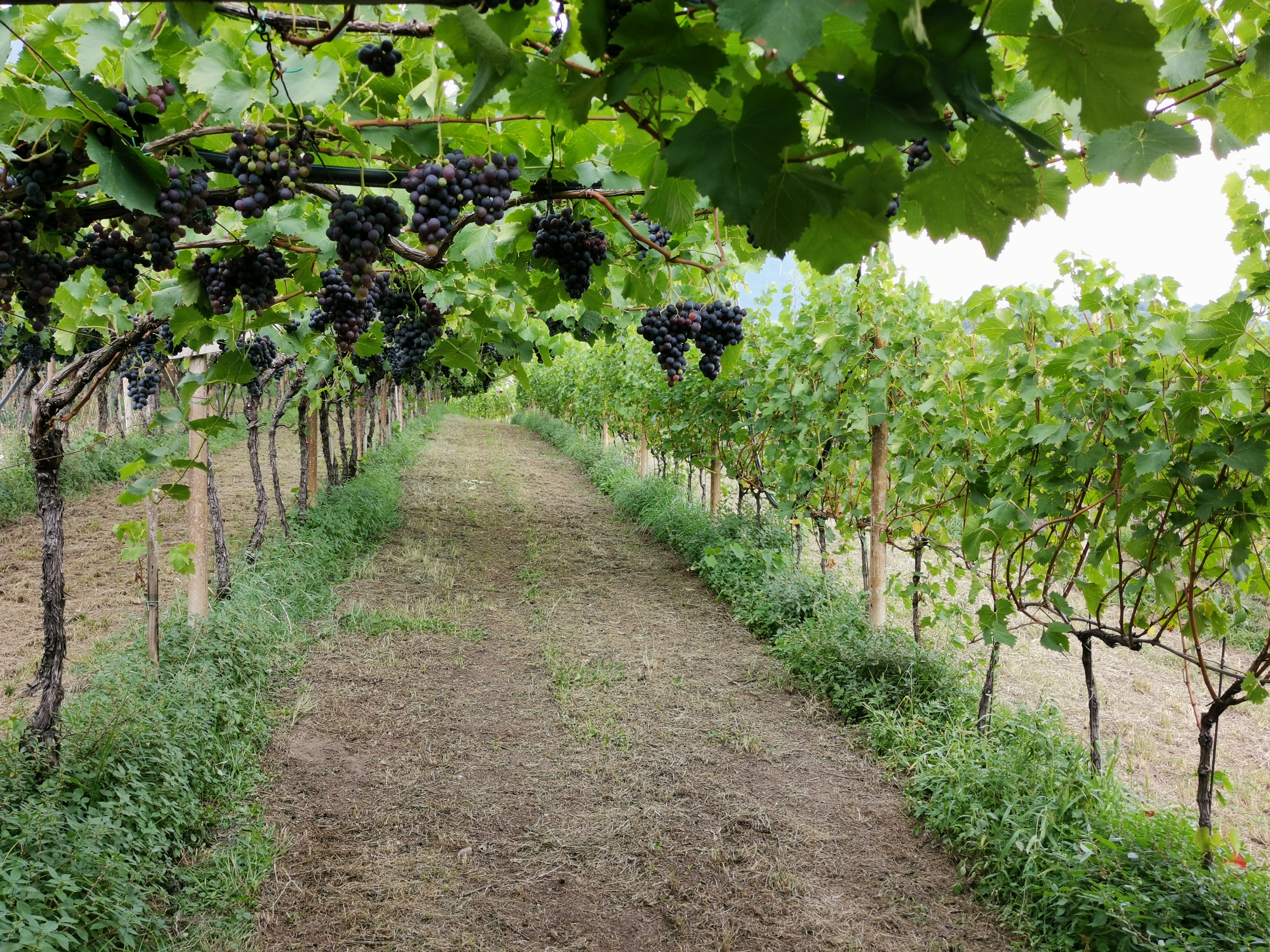
Typisch traditioneller Anbau im Pergel-System

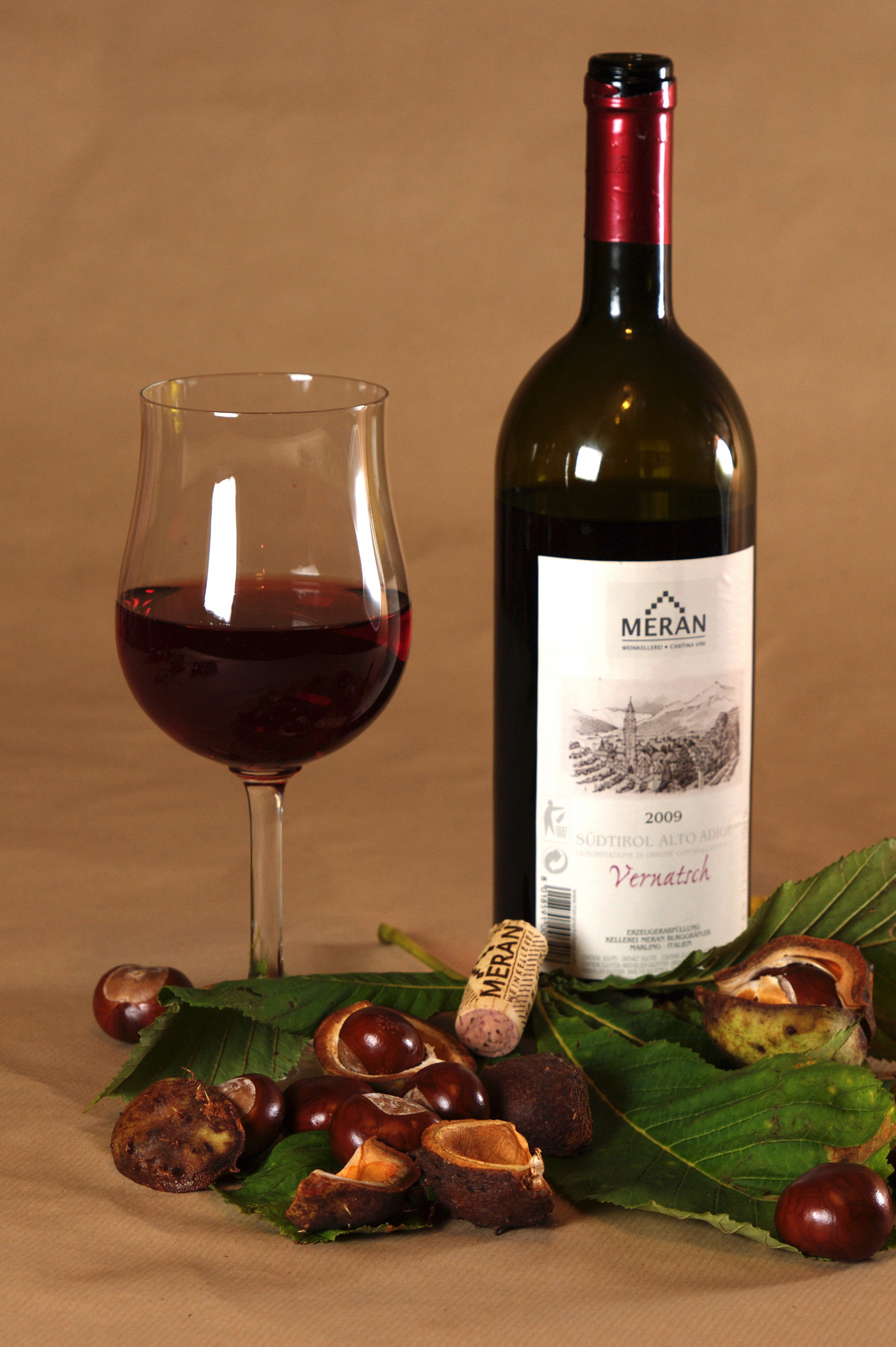
Weinglas und Weinflasche mit Vernatschetikette des Jahrgangs 2009

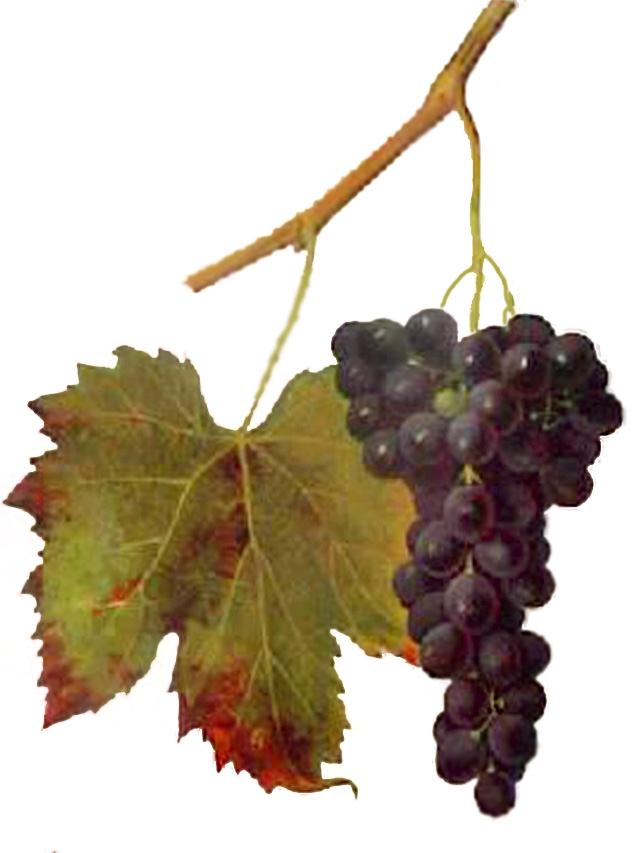
Schiava im Buch von Viala & Vermorel

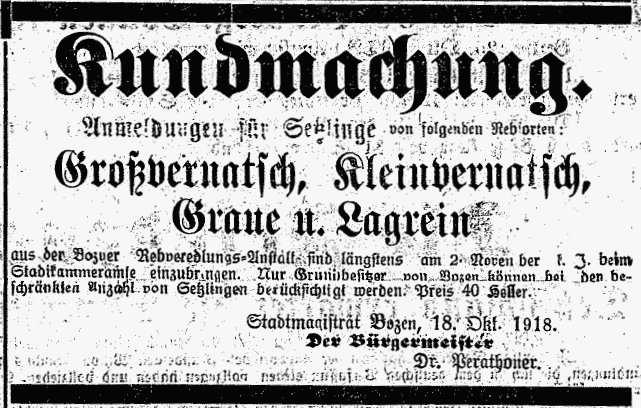
Verkaufsanzeige für Vernatsch-Setzlinge in der Bozner Zeitung vom 18. Oktober 1918

Vernatsch in Südtirol, italienisch Schiava (sprich: skjawa), vergleiche in Deutschland Trollinger, war bis zum Ende des 20. Jahrhunderts der dominante Wein im Weinbaugebiet Südtirol und im nördlichen Trentino. Das größte Anbaugebiet ist der „Kalterersee“, der auch in Lagen südlich und nördlich des Zentrums von Kaltern im südlichen Überetsch angebaut werden darf. Nordöstlich der Stadt Bozen wird der „St. Magdalener“ in den Lagen um St. Magdalena angebaut. Weitere traditionelle Vernatschweine sind der „Meraner Hügel“ und der „Grauvernatsch“. Aus allen Südtiroler Anbaugebieten darf der „Südtiroler Vernatsch“ stammen. Charakteristisch für einen Vernatsch ist das ausgeprägte Frucht- und/oder Mandelaroma und die rubinrot glänzende Farbe.

## Namen, Sorten und Herkunft

### Frühe Nennungen und Geschichte
Vor dem 19. Jahrhundert waren reinsortige bzw. streng reglementierte Weine selten und in Südtirol nicht nachgewiesen, d. h. meist waren Weine ein gemischter Satz (verschiedene Sorten zusammen im Weinberg) die sich nach Ertrag, Erlös, Grundgeschmack und auch Moden richteten. Die frühen Nennungen sind somit nicht erwiesenermaßen mit den modernen Sorten übereinstimmend, da, wenn nicht die Herkunft, dann oft markante Merkmale im Anbau (Rebe, Erziehung, Traube) oder des Weines (Geschmack) für die Namenswahl entscheidend scheinen (Siehe Bozner Weine, Traminer bzw. Muskateller).
- Vernatsch: 1370 erlaubt Karl IV. in Prag neben „Vernatschia“ nur die Einfuhr von vier anderen teuren Weinen. 1490 als „Vernetzer“ von einem süddeutschen Kloster als bessere Südtiroler Sorte genannt. Um 1600 erwähnt Marx S. v. Wolkenstein den Vernatsch und den Trollinger. 1644 listet Christoph A. Lindner am Anreiterhof in Moritzing‚ edler vernätsch, schwarz vernätsch, schwarze schlaven. In der frühen Neuzeit war Vernatscher als Sacklwein eine Südtiroler Nachahmung eines Süßweines aus Brescia, der offenbar vorwiegend aus weißen Sorten hergestellt wurde. Die eigenständige Sorte Weißvernatsch (Vernaccia bianca) war bis ins 19. Jahrhundert im Etschtal südlich von Bozen verbreitet.[1] Die Umstellung auf die heute klassische Maischegärung führte laut Quellen im 16. und 17. Jahrhundert zur vermehrten Fokussierung im Anbau auf roten Vernatsch und Gschlafene. U.a. die kurzzeitige Herrschaft Bayerns um 1810 führte zu gesteigerter Nachfrage aus Süddeutschland, sodass der ertragreiche Vernatsch immer mehr bevorzugt wurde. Nach der Reblausinvasion ab 1901 und dem Ersten Weltkrieg waren große Neuanpflanzungen notwendig. Die starke Nachfrage aus dem D-A-CH-Raum nach dem Zweiten Weltkrieg, haben dann zur Dominanz der Sorte mit bis zu 70 % der Weinmenge zu Ende des 20. Jahrhunderts in Südtirol beigetragen. Die DOC-Bestimmungen ab 1971 und die Qualitätsausrichtung haben dann innerhalb von wenigen Jahrzehnten zu einer Halbierung der eingekellerten Mengen geführt. Im neuen Jahrtausend reduziert sich die Menge weiterhin durch die Umstellung in den Weinbergen auf andere Rebsorten. Bekannte mögliche Namensherkünfte bzw. Ähnlichkeiten sind ‚Vernaccia‘ (ursprünglich Ligurischer Weißwein, Orte in Toskana und Sardinien), Vernazza, Verna (lat. in die Sklaverei geboren), Vernacula (lat. einheimische Sorte).
- Schiava: Im zentralen und östlichen norditalischen Raum seit dem Mittelalter erwähnt, z. B. in notariellen Urkunden unter der Langobardenherrschaft seit dem 11. Jahrhundert als ‚vineis sclavis‘, 1195 in Brescia und später als häufigster Sorten-Name im Veneto-Lombardischen Raum. Belegt bzw. vermutet ist ein früherer Anbau im Veneto, weiten Teilen der Lombardei und in Teilen Friauls. Genannte mögliche Namensherkünfte bzw. Ähnlichkeiten sind die Erziehungsform (Sklave), die Herkunft (Slawen, Schlavonia/Slavonia in Ostkroatien), ‚Gschlafene‘ (ähnliche säurearme alte Südtiroler Sorte seit 1320 erwähnt).
- Trollinger: ab dem Mittelalter im deutschsprachigen Raum nördlich der Alpen bis in die Pfalz für Weine aus Tirol gebräuchlich, z. B. in Württemberg in Zollordnungen von ca. 1560 und 1661. Aus verschiedenen Quellhinweisen wird eine Anpflanzung in größeren Mengen in Württemberg ab dem 16. oder spätestens 17. Jahrhundert angenommen.

### Sorten und Hauptsynonyme
Von der Vernatschrebe sind mehrere Sorten bekannt. Ampelographisch gibt es seit dem 19. Jahrhundert drei allgemein anerkannte moderne Hauptsorten, die sich je nach Standort und diesbezüglichen Klonen evtl. mit Mutationen auch erkennbar unterscheiden.
- Großvernatsch, italienisch ‚Schiava Grossa‘ und in Württemberg bzw. Deutschland Trollinger (Rebsorte). Die Sorte ist aufgrund der ausführlichen Klonforschung und guten Qualitäten heute dominant; früher war offenbar das Burggrafenamt (Meraner Raum) das Hauptverbreitungsgebiet. ‚Edelvernatsch‘ wird modern als Name für Weine aus vorwiegend dieser Sorte verwendet. Der ‚Tschaggelevernatsch‘ wird als Mutations-Selektion mit kleineren Traubengrößen meist auch dieser Sorte zugerechnet.
- Mittervernatsch bzw. ‚Kleinvernatsch‘, italienisch ‚Schiava Gentile‘.[2] Aufgrund der geringeren Qualität im modernen Weinausbau und der kaum betriebenen Klonforschung wird die Sorte bei Neuanpflanzungen wenig verwendet, früher offenbar im Überetsch und Bozen dominant und durch Ampelographen und Önologen als wertvollste Sorte angesehen, wohl wegen der geringeren Erträge.
- Grauvernatsch, italienisch ‚Schiava Grigia‘ und im Trentino ‚Cenerina‘ wird als komplett eigene Sorte angesehen, auch wenn morphologisch und bei Aromen und Tanninen Ähnlichkeiten zu den anderen Vernatschsorten bestehen. Aufgrund des schwierigen Anbaus, u. a. Stiellähme und unreif bleibende Beeren, existieren kaum mehr größere Weinberge vorwiegend aus dieser Sorte, sodass mit diesem Namen etikettierte Weine meist ein gemischter Satz sind. Die Sorte wird als früher typisch für die St. Magdalener Zone angesehen und soll historisch mit ausschlaggebend für den hohen Ruf dieses Weines innerhalb der Vernatschweine sein.
- Im gemischten Satz bzw. als Verschnittpartner von Bedeutung sind in modernen Zeiten vorwiegend Lagrein und in geringem Maße Blauburgunder. Die DOC-Bestimmungen erlauben bis zu 15 % andere rote Südtiroler DOC-Sorten, während St. Magdalener heute bis zu 5 % Lagrein verwendet, sind die anderen Lagenabfüllungen (Kalterersee, Meraner Hügel u. a.) meist reine Vernatschweine. Ausnahmen bilden Selektionen und meist teurere Nischenweine die teils keine der klassische Vernatsch-Bezeichnungen am Etikett führen. Historisch im 18. und 19. Jahrhundert relevant sind die Sorten Gschlafene (im Trentino ‚Rossara‘, laut internationalem Weinregister ident mit Schiava Lombarda und Varenzasca), Edelschwarze (Negrara, Schwarzwälsche, Salzen, Carbonera, Zottelwälsche, Schwarzhottler), Malvasier, Teroldego, Marzemino, Buchholzer Vernatsch und verschiedene weitere verschollene Sorten u. a. auch Weiße wie der Blaterle.

### Moderne Erbgutuntersuchungen und Vergleiche
Genetisch teilen Großvernatsch sowie Mittervernatsch etwa die Hälfte des Erbguts. Grauvernatsch teilt ungefähr die Hälfte des Erbguts mit Mittervernatsch. Somit wäre die Bezeichnung dieser drei Sorten als Familie zutreffend, auch wenn Hierarchie und Stammbaum nicht aufgelöst werden können und eine Eltern/Kind/Geschwister-Beziehung von Ampelographen in Frage gestellt wird, bzw. von anderen Rebgenetikforschern in Vergleichs-Studien nicht gelistet wurde. Zusammen mit dem Teroldego ist Mittervernatsch als genetischer Elternteil vom Lagrein und Marzemino anerkannt. Von frühen DNA-Analysen von Pinot, Teroldego und Lagrein bis hin zu neueren Studien, konnte keine Abstammung oder Geschwisterbeziehung der Vernatschfamilie mit den heute noch vorhandenen alten europäischen Sorten wie z. B. auch Savagnin nachgewiesen werden. Eine lange Vermehrungskultur und damit Alter der Vernatschsorten bzw. von dessen Ursorten scheint wahrscheinlich. Eventuell kann die Untersuchung von Traubenkernen aus dem frühen Mittelalter und römischer Zeit in der Zukunft hier neue Erkenntnisse bringen.
Die in Südtirol bzw. im zentralen Norditalien angebauten modernen Vernatschsorten sind nicht zu verwechseln mit folgenden eigenständigen modernen Rebsorten: Vernaccia (verschiedene Weiß- und Rotweinsorten in Italien), Schiava Lombarda (rote Sorte in der Lombardei, früher in Südtirol als Gschlafene und im Trentino als Rossara im Anbau).
Kolportiert und angenommen ist die Herkunft bzw. Abstammung aus dem Illyrischen Balkan oder Pannonia und ursprünglich u. a. von der Vitis vinifera orientalis. Gestützt wird die Namensherkunft von Schiava im Ansatz durch eine Untersuchung zur genetischen Ähnlichkeit von Schiava Lombarda (Gschlafene) mit Ribolla gialla und Heunisch (Gouais blanc), die auf eine gemeinsame Stammsorte und Herkunft in Ostmitteleuropa hinweist.

## Anbau
Die Nutzung als Weinrebensorte der modernen Vernatschsorten hat seit den 1990er Jahren konstant abgenommen. Siehe Anbau bei der Rebsorte Großvernatsch (Trollinger, Schiava Grossa) in Norditalien, bzw. dem Trollingerwein in Württemberg.
Die Bezeichnung Kalterersee hatte 1978 noch 2545 ha und ist im Jahr 2018 auf 373 ha eingetragene Rebflächen geschrumpft, das St. Magdalener-Gebiet hat sich im selben Zeitraum um etwas mehr als die Hälfte auf 178 ha im Jahr 2018 verkleinert, ähnlich der Meraner Leiten auf 97 ha, während Südtiroler Vernatsch, Grauvernatsch, Vinschgau Vernatsch, Bozner Leiten und Klausner Leitacher zusammen nur auf ca. 43 ha kommen.
| Jahr | Südtirol gesamt     | Südtirol gesamt Vernatschweine | Anteil Vernatsch | Kalterer see       | St. Magdalener   | Meraner Hügel    | Südt. Vernatsch  |
| ---- | ------------------- | ------------------------------ | ---------------- | ------------------ | ---------------- | ---------------- | ---------------- |
| 1978 | 5.316 ha 360.325 hl | 3.572 ha 254.126 hl            | 67 % 71 %        | 2525 ha 191.662 hl | 457 ha 36.539 hl | 230 ha 10.243 hl | 238 ha 10.779 hl |
| 1998 | 4.956 ha 342.736 hl | 2.362 ha 190.001 hl            | 48 % 53 %        | 1001 ha 80.147 hl  | 308 ha 21.783 hl | 199 ha 10.830 hl | 787 ha 62.610 hl |
| 2017 | 5.318 ha 273.693 hl | 807 ha 51.909 hl               | 15 % 19 %        | 401 ha 29.000 hl   | 186 ha 11.634 hl | 103 ha 3.395 hl  | 103 ha 6.816 hl  |

## Synonyme
Aufgrund der früheren weiten Verbreitung vor allem als Tafeltraube ist der Trollinger unter mindestens 183 Namen bekannt: siehe Liste bei Trollinger (Rebsorte).